# Smažený sýr

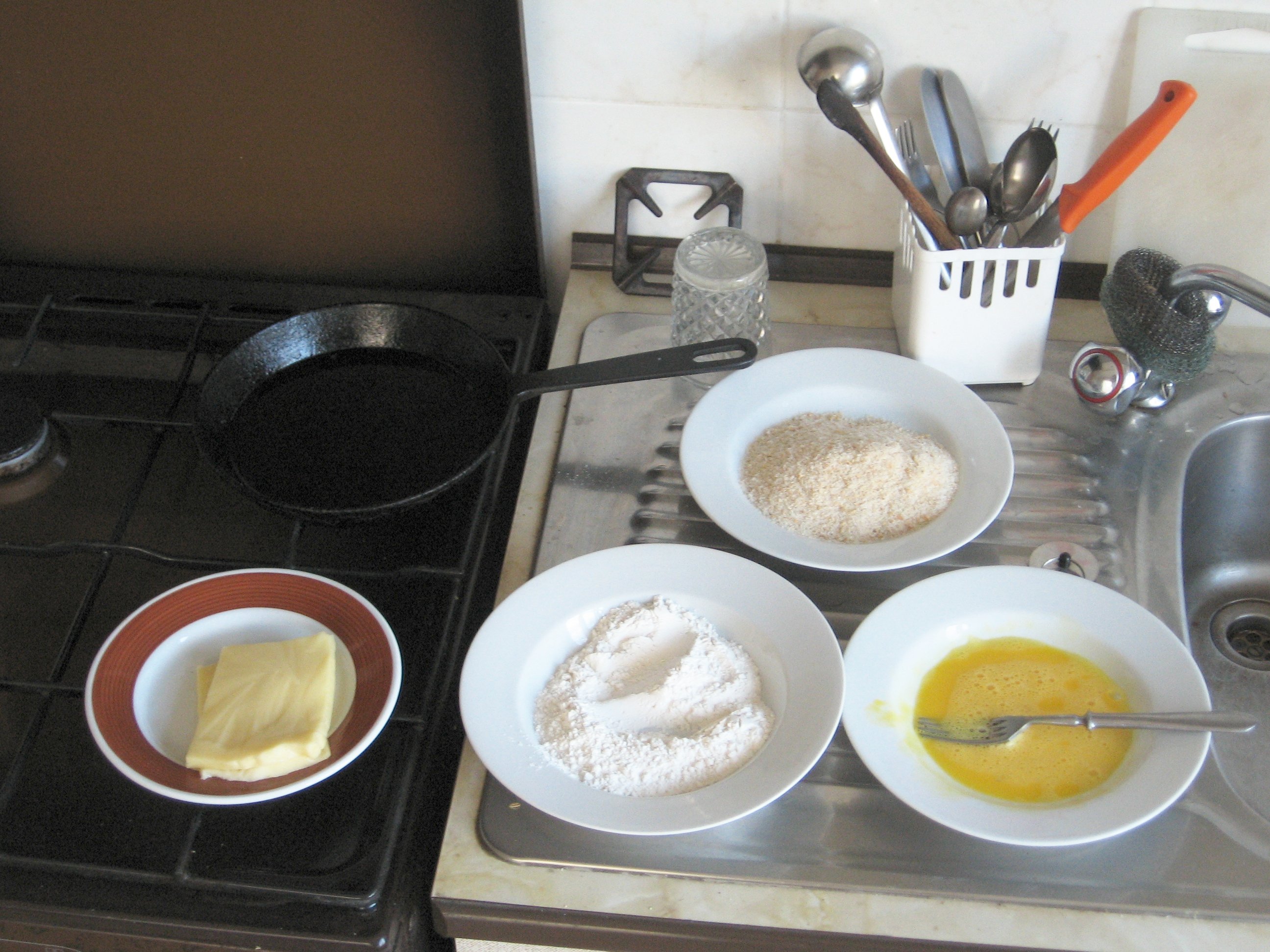
Składniki na smažený sýr

Smažený sýr, smażony ser (także smažák, słow. vyprážaný syr) – czesko-słowackie tradycyjne danie z sera.

## Sposób przygotowania
Do przygotowania potrawy używa się edamu, munstera lub czeskiego sera o nazwie hermelín. Ser kroi się w grube plastry i panieruje w mące, jajku i bułce tartej. Następnie smaży się go na patelni lub w głębokim tłuszczu. Podawany jest z surówką, frytkami (lub ziemniakami w innej formie: gotowanymi, purée) i sosem tatarskim lub majonezem.